# Замок Балинген
Замок Балинген — восходящий к Средним векам городской замок графов фон Цоллерн-Шальксбург в юго-западной части старых городских укреплений немецкого города Балинген в федеральной земле Баден-Вюртемберг.
Изначально построенный как графская резиденция, замок Балинген был затем местопребыванием вюртембергского фогта, и в XVIII в. использовался в качестве гостиницы и пивоварни, всё более ветшая и приходя в негодное состояние. В 1930-х гг. строение было полностью разобрано и снова воссоздано с употреблением оригинальных строительных материалов.
Сегодня в замке размещается Музей весов, и в расположенном рядом так называемом рейтарском доме — молодёжная гостиница.